# ستوگازوواتس
ستوگازوواتس (به صربی: Stogazovac) یک منطقهٔ مسکونی در صربستان است که در کنگاژواتس واقع شده‌است. ستوگازوواتس ۱۳۲ نفر جمعیت دارد.